# Leucozona virendra
Leucozona virendra är en tvåvingeart som beskrevs av Ghorpade 1994. Leucozona virendra ingår i släktet lyktblomflugor, och familjen blomflugor. Inga underarter finns listade i Catalogue of Life.